# Zulfahmi Khairuddin
Zulfahmi Khairuddin (Selangor, 1991. október 20. –) maláj motorversenyző, jelenleg a MotoGP 125 köbcentiméteres géposztályában versenyez.
A sorozatban 2009-ben mutatkozott be, szabadkártyásként a hazai versenyén. 2010-től már teljes szezonra szóló szerződést kapott.
Nevéhez fűződik a maláj motorsport első világbajnoki dobogója: 2012. október 21-én hazája futamán az első rajtkockából indulva az utolsó körig vezetett, de akkor a futamot követően világbajnokká avatott Sandro Cortese megelőzte, s így a második pozícióban zárta a viadalt 28 ezredmásodperces hátránnyal.

## Teljes MotoGP-eredménylistája
(Táblázat értelmezése)

(Félkövér: pole-pozícióból indult; dőlt: leggyorsabb kört futott) 

| Év   | Géposztály | Csapat  | 1      | 2      | 3      | 4      | 5      | 6      | 7      | 8      | 9      | 10     | 11     | 12     | 13     | 14     | 15     | 16     | 17     | Poz. | Pont |
| ---- | ---------- | ------- | ------ | ------ | ------ | ------ | ------ | ------ | ------ | ------ | ------ | ------ | ------ | ------ | ------ | ------ | ------ | ------ | ------ | ---- | ---- |
| 2009 | 125 cm³    | Yamaha  | QAT    | JPN    | SPA    | FRA    | ITA    | CAT    | NED    | GER    | GBR    | CZE    | IND    | SMR    | POR    | AUS    | MAL 20 | VAL    |        | -    | -    |
| 2010 | 125 cm³    | Aprilia | QAT 21 | SPA 20 | FRA 25 | ITA 21 | GBR Ki | NED 22 | CAT 15 | GER 15 | CZE 15 | IND Ki | SMR Ki | ARA 16 | JPN 19 | MAL 16 | AUS NK | POR 15 | VAL 20 | 24.  | 4    |

## Külső hivatkozások
Profilja a MotoGP hivatalos weboldalán